# Nescús
Nescús (en francès Nescus) és un municipi francès del departament de l'Arieja i la regió d'Occitània.